# Desmiphora lateralis
Desmiphora lateralis är en skalbaggsart som beskrevs av Thomson 1868. Desmiphora lateralis ingår i släktet Desmiphora och familjen långhorningar.
Artens utbredningsområde är:
- Paraguay.
- Uruguay.

Inga underarter finns listade i Catalogue of Life.